# Kurban Szyrajew
Kurban Alijewicz Szyrajew (ros. Курбан Алиевич Шираев; ur. 28 marca 1999) – rosyjski zapaśnik walczący w stylu wolnym. Mistrz Europy w 2020. Wicemistrz świata juniorów w 2019 roku.